# Día de Saba Saba
El Día de Saba Saba celebra (entre otras cosas) la fundación de 1954 del partido político de Tanzanian, TANU, la Unión Nacional Africana de Tanganica. Saba Saba significa "siete siete" en suajili, la lengua nacional de Tanzania (y de Tanganica y Zanzíbar, los dos países cuya unión creó la República Unida de Tanzania en 1964). Saba Saba También se puede referir al Feria Internacional de Comercio de Dar es Salaam. La feria se celebra todos los años en esta fecha en los terrenos de Saba Saba cerca de Kurasini en Dar es Salaam.
El día de Saba Saba en Kenia se recuerda como el día en que tuvieron lugar protestas en todo el país. El 7 de julio de 1990 kenianos salieron a las calles para exigir elecciones libres. Los políticos que habían convocado a las protestas, Kenneth Matiba y Charles Rubia, fueron golpeados y detenidos por el entonces dictador tiránico Presidente Moi.
En la actualidad, Kenia, Saba Saba ha adquirido un nuevo significado, con las sociedades civiles y los Grupos de Trabajo de Justicia Social pidiendo el respeto de la constitución, el fin de la brutalidad policial y los asesinatos.